# Gercourt-et-Drillancourt
Gercourt-et-Drillancourt è un comune francese di 144 abitanti situato nel dipartimento della Mosa nella regione del Grand Est.

## Società

### Evoluzione demografica
Abitanti censiti